# Кларк, Александер Росс
Александер Росс Кларк (1828—1914) — английский геодезист, член Лондонского королевского общества и члены-корреспонденты Санкт-Петербургской академии наук.

## Биография
Александер Росс Кларк родился 16 декабря 1828 года в городе Рединге в английском графстве Беркшир. 
В 1847 году поступил на действительную службу в корпус инженеров, а с 1853 года до самой отставки в 1881 году состоял при управлении тригонометрической съёмки Великобритании, где занимался главным образом обширными вычислениями триангуляции, изданными в 1858 году под заглавием: «Account of the observations and calculations of the principal triangulation, and of the figure, dimension and mean specific gravity of the Earth as derived therefrom». Дополнение к этому труду, под заглавием «Determination of the position of Feaghmain and Haverfordwest», напечатано в 1867 году.

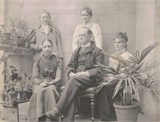
Кларк

Кроме того, всеобщей известностью пользовалось классическое сочинение «Comparisons of the Standards of length» (Лондон, 1866), в котором изложены результаты сравнения разных нормальных мер, служивших в разных странах Европы, Индии и Америки для вычисления градусных измерений. Наконец, в 1880 году Александер Росс Кларк напечатал свою «Геодезию», переведенную и на русский язык В. Витковским. Мелкие геодезические статьи Кларка помещены в «Philosophical Transactions», в «Monthly Notices» и др. учёных периодических изданиях.
Эллипсоид, вычисленный Кларком в 1866 году, принят в США, Канаде и Мексике. Применение этих земных эллипсоидов в настоящее время признано необоснованным, так как их размеры не подтверждаются современными исследованиями. 
По выходе в отставку в чине полковника Александер Росс Кларк жил постоянно в Редхиле, близ Лондона, где и умер 11 февраля 1914 года.